# شهرک صنعتی امیرکبیر
شهرک صنعتی امیرکبیر یک منطقهٔ مسکونی در ایران است که در شهرستان کاشان واقع شده‌است.